# Bitwa pod Panasówką
Bitwa pod Panasówką – jedna z największych bitew powstania styczniowego, stoczona 3 września 1863 pod wsią Panasówka, około 15 km na wschód od Biłgoraja.
Po stronie polskiej walkę toczyły oddział dowodzony przez pułkownika Marcina Lelewela Borelowskiego (700-800 osób) oraz  oddział Kajetana Ćwieka Cieszkowskiego (400 osób). Obie te jednostki dzień wcześniej brały udział w bitwie pod Biłgorajem; po starciu dokonały połączenia w jeden oddział.
Po stronie rosyjskiej dowodził mjr Mikołaj Sternberg; jego siły liczyły – według różnych źródeł – od 3 do 4 tysięcy żołnierzy. Oddziały rosyjskie składały się z 5 rot piechoty, szwadronu dragonów oraz dwóch sotni Kozaków. Rosjanie posiadali też cztery działa.

## Przebieg bitwy
Borelowski dowodził polskimi siłami ze wzgórza Polak (Rosjanie z sąsiedniego wzgórza „Pod Moskalem”), na którym stoi obecnie pomnik powstańców oraz umieszczone są tablice z opisami w języku polskim i węgierskim.
Po ostrzale artyleryjskim na pozycje powstańcze ruszyła piechota nieprzyjaciela. Jednak Rosjanie zostali zatrzymani, a następnie zaatakowani przez polską kawalerię wspieraną przez kosynierów. Pierwsze natarcie nie powiodło się. Dopiero za drugim razem Polacy przedarli się przez linie wroga, a kosynierzy uszkodzili rosyjskie działa.
Po polskiej stronie oddziałem piechoty dowodził konno węgierski arystokrata major Edward Nyáry. W czasie bitwy został najpierw trafiony kulą w nogę, a następnie w brzuch. Zmarł w lazarecie następnego dnia, 4 września.
Po bitwie oddziały powstańcze rozłączyły się. Borelowski udał się w kierunku Batorza, a Cieszkowski na północny zachód.
Straty polskie w bitwie wyniosły 35 zabitych i 100 rannych. Po stronie rosyjskiej zabitych i rannych było 360 żołnierzy .
Zbiorowa mogiła poległych znajduje się przy wjeździe do Zwierzyńca. Oddzielny grób ma tylko major Nyáry.

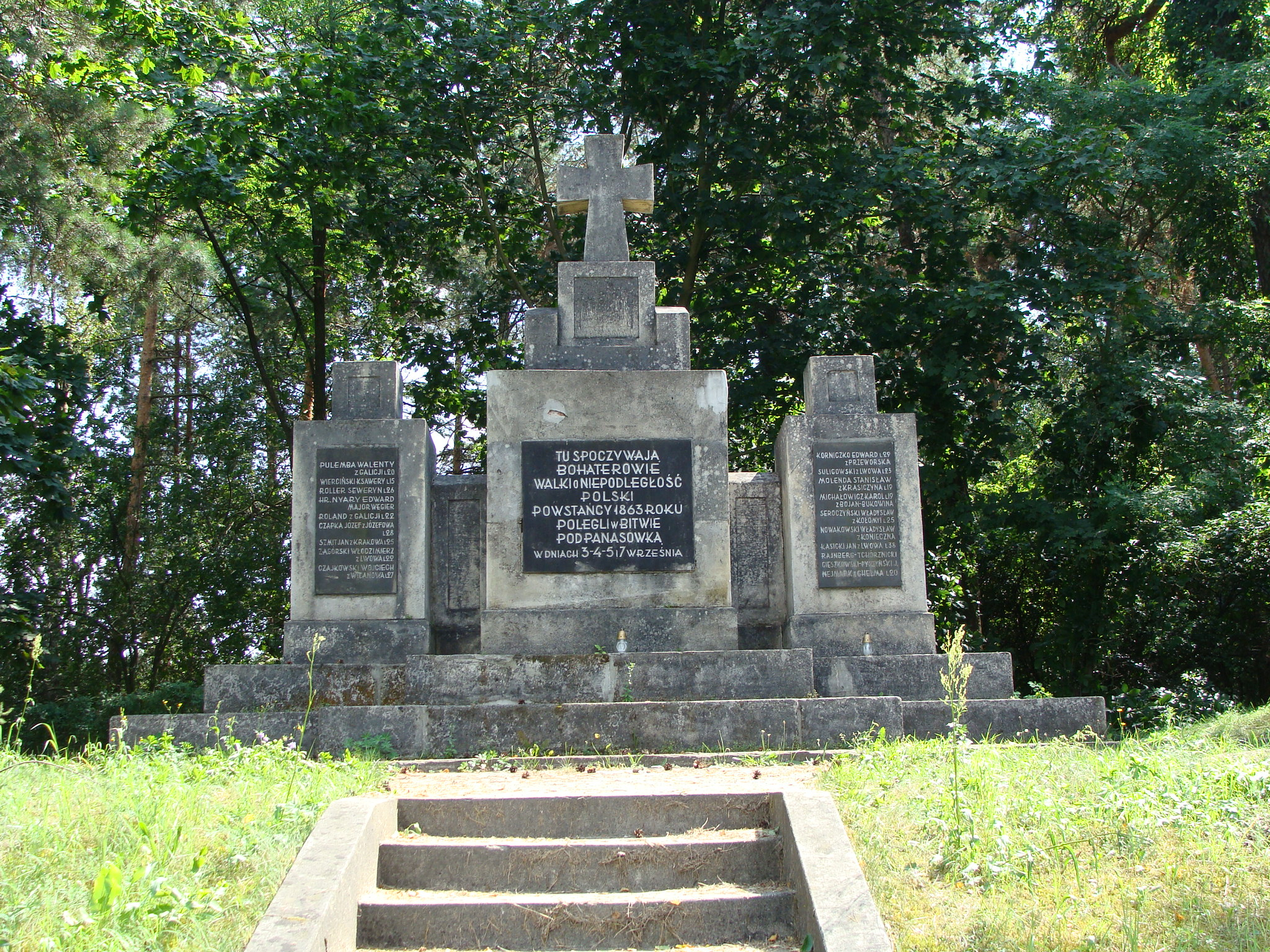
Pomnik poległych pod Panasówką w Zwierzyńcu

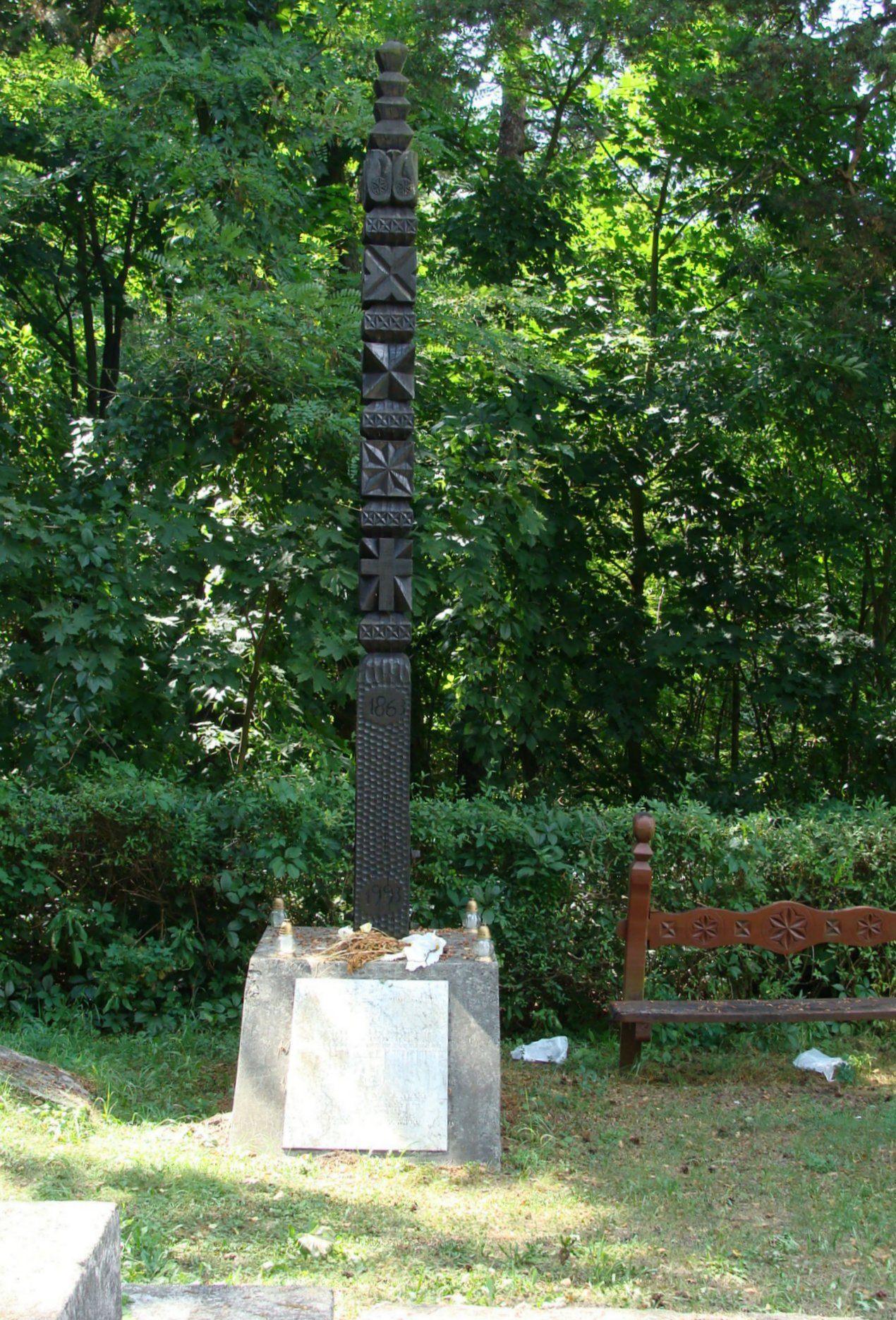
Grób majora Edwarda Nyárego w Zwierzyńcu